# Chlorophorus minutus
Chlorophorus minutus là một loài bọ cánh cứng trong họ Cerambycidae.